# 愛知みなみ農業協同組合
愛知みなみ農業協同組合（あいちみなみのうぎょうきょうどうくみあい、通称:JA愛知みなみ）は、愛知県田原市に本店を置く農業協同組合。2001年に渥美郡渥美町、田原町、赤羽根町にある3つの農協が合併してできた。

## 管内エリア
- 田原市[3]

## 沿革
- 1965年（昭和40年） - 既存の4農業協同組合が合併し、赤羽根町農業協同組合が設立。[4]。
- 1966年（昭和41年） - 既存の12農業協同組合が合併し、田原町農業協同組合が設立。[4]
- 1975年（昭和50年） - 既存の3農業協同組合が合併し、渥美町農業協同組合が設立。[4]
- 1983年（昭和58年） - 渥美町農業協同組合が、愛知渥美町農業協同組合と改称。[4]
- 2001年（平成13年）4月1日 - 田原町農業協同組合・赤羽根町農業協同組合・愛知渥美町農業協同組合が合併し、発足[4][5]。

現名称は公募によって選ばれたもので、『愛知県の「南部」』と『海に面した3つの町に打ち寄せる波「三波」』の意味が込められた。

## 店舗

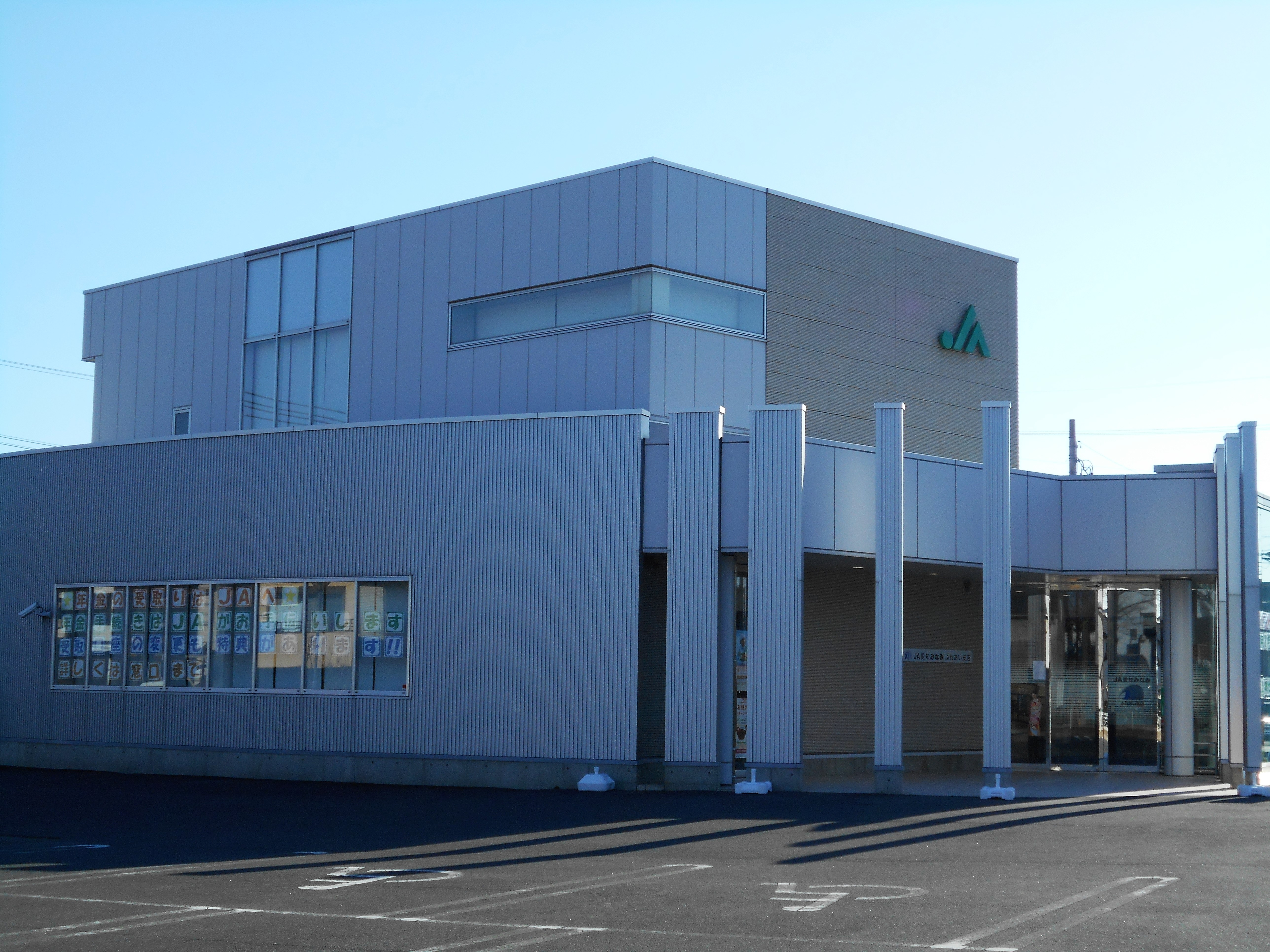
愛知みなみ農業協同組合（JA愛知みなみ）ふれあい支店

店舗は全て田原市。
- 本店[7]
- 泉支店[7]
- 中山支店[7]
- 伊良湖岬支店[7]
- 赤羽根支店[7]
- 田原支店[7]
- ふれあい支店[7]
- 童浦支店[7]
- 野田支店[7]

### 直売所
- ふれあいのmori（サンテパルクたはら内）[8]
- ふれあい広場赤羽根店[8]
- ふれあい広場渥美店[8]